# Flávia Oliveira
Flávia Oliveira (Rio de Janeiro, 27 oktober 1981) is een Braziliaanse wielrenster die uitkomt voor de Belgische wielerploeg Health Mate-Cyclelive. In de eerste maanden van 2016 reed ze bij Lensworld.eu - Zannata en vanaf 2017 voor Lares-Waowdeals. De Tour de l'Ardèche in september 2016 (die ze won), reed ze al als gastrijdster voor deze ploeg. Hiervoor reed ze voor verschillende Italiaanse ploegen als S.C. Michela Fanini Rox, Servetto Footon en Alé Cipollini.
Oliveira kwam uit voor Brazilië op de Olympische Spelen 2016 in Rio, haar geboortestad; ze werd 7e in de wegrit op 20 seconden van winnares Anna van der Breggen.
Zij dient niet verward te worden met het Victoria's Secret-model Flávia de Oliveira.

## Palmares
2012
 Braziliaans kampioenschap op de weg
2014
2e GP de Gatineau
2e Grand Prix de Oriente
2e in eindklassement Vuelta a Costa Rica
1e in 1e etappe
2e in 4e etappe
3e in eindklassement Vuelta a El Salvador
1e in 3e etappe
4e op Pan-Amerikaans kampioenschap op de weg
2015
 Bergklassement Giro Rosa
3e in 9e etappe
2e in eindklassement Vuelta a Costa Rica
1e in 3e etappe (tijdrit)
2016
1e in eindklassement Tour de l'Ardèche
1e in bergklassement
1e in 4e etappe (op Mont Lozère)
2e in 3e etappe (op Mont Ventoux)
3e in eindklassement Vuelta a Costa Rica
1e in 1e etappe (tijdrit)
2e in 2e etappe
3e in 3e etappe
2018
 Braziliaans kampioene op de weg